# Austin Powers: Oh Behave!
Austin Powers: Oh, Behave! est un jeu vidéo d'action développé par Tarantula Studios et édité par Rockstar Games pour Game Boy Color sorti le 18 septembre 2000 en Amérique du Nord et le 3 novembre 2000 en Europe.
Le jeu est une collection de mini-jeux et de fonctionnalités basés sur la série de films Austin Powers. Le jeu comprenait également des remakes sur le thème d' Austin Powers de Pac-Man, de pierre-papier-ciseaux et du jeu de plateau Othello.
Un autre jeu basé sur le même principe, Austin Powers: Welcome to my Underground Lair! est sorti simultanément sur Game Boy Color, plaçant le joueur du point de vue du Dr Denfer.

## Système de jeu
Austin Powers: Oh, Behave! est un jeu d'action conçu avec un mode solo (avec des fonctionnalités multi-joueurs) où les joueurs peuvent profiter d'une série de mini-jeux sur le thème d'Austin Powers.

### Modes de jeu (mini-jeux)

#### International Man in a Platform Game
International Man in a Platform Game est le plus grand des mini-jeux inclus dans Austin Powers: Oh, Behave!. Dans ce mini-jeu, le joueur incarne Austin Powers dans un jeu d'aventure à défilement horizontal inspiré de la série de films. Le mini-jeu consiste à franchir les obstacles et les ennemis dans le but de trouver leur chemin jusqu'à la fin de chaque niveau.

#### Mojo Maze
Mojo Maze est un mini-jeu Pac-Man sur le thème d'Austin Powers inclus dans Austin Powers: Oh, Behave!.

#### Domination
La Domination est un jeu de plateau similaire à Othello dans lequel le joueur retourne des jetons sur son adversaire pour changer la couleur des jetons. Celui qui a le plus de jetons de sa couleur sur le plateau à la fin de la partie gagne.

#### Rock, Paper, Scissors
Le mini-jeu Rock, Paper, Scissors inclus dans Austin Powers: Oh, Behave! fait correspondre le joueur contre un méchant de la série de films Austin Powers. Le joueur peut choisir le méchant auquel il fait face ainsi que le niveau de difficulté du jeu. Comme décrit dans Giant Bomb, "Un feu de signalisation apparaît et vous devez alterner entre pierre, papier ou ciseaux et "lancer" votre choix lorsque le feu devient vert. Si vous entrez votre choix trop tôt ou trop tard, vous perdez automatiquement, la fenêtre de temps dépend de la difficulté que vous avez choisie. Le jeu suit vos victoires et vos pertes au fil du temps."

#### Multijoueur
Ce mode de jeu permet aux joueurs de jouer certains des jeux inclus avec d'autres joueurs via un système de lien.

## Accueil
À la sortie du jeu, Austin Powers: Oh, Behave! a reçu des critiques mitigées de la part des critiques. Chris Carle de IGN déclare littéralement « Mauvaises dents, mauvais accent... mauvais jeu Game Boy Color ».